# UNOCI Medaille
UNOCI was een vredesmissie van de Verenigde Naties. De afkorting staat voor "United Nations Operation in Côte d'Ivoire", een mandaat in Ivoorkust.
De VN-vredesmacht in Ivoorkust bestaat uit militairen en agenten.
Zoals gebruikelijk stichtte de secretaris-generaal van de Verenigde Naties een van de Medailles voor Vredesmissies van de Verenigde Naties voor de deelnemers. Deze UNOCI Medaille wordt aan militairen en politieagenten verleend.